# 창정 4A
창정 4A(중국어: 长征四号甲, 영어: Long March 4A, CZ-4A)는 간혹 "창어 4호"의 부재로 인해 창어 4호로 혼동되기도 하는, 중화인민공화국의 궤도 발사체이다. 창정 4A는 타이위안 위성발사센터의 7번 발사장에서 발사되고, 1988년과 1990년 두 차례 발사되었다. 1988년 9월 6일 첫 발사에서는 FY-1A 기상위성을 궤도로 올렸고, 두 번째이자 마지막 발사에서는 다른 기상위성인 FY-1B를 궤도로 올렸다.

## 역사
정지궤도 통신위성 계획(프로젝트 331)이 1970년 계획됨에 따라, 중국은 두 가지 디자인의 발사체 개발을 추진하였다. 창정 4A는 기본적으로 창정 2호와 닮았는데, 1단을 4m 길이로 늘려 더 많은 연료를 실었고, 개량된 YF-21B 엔진을 탑재하였다. 새로 개발된 3단은 YF-40 액체연료 엔진을 사용하였고, 기타 관성유도 시스템이나 연료 조절 시스템에 관한 개량도 이루어졌다.
창정 4A의 개발은 1978년 이론 검토를 시작해 1982년 3월 펑윈 1A 인공위성의 발사체로 정해졌고, 1985년 개발이 본격적으로 시작되어 1988년 9월 6일 처음 발사되었으며, 펑윈 1A 인공위성을 성공적으로 태양 동기 궤도에 진입시켰다. 1990년 9월 3일 두 번째이면서 동시에 마지막 발사에서는 펑윈 1B 위성 역시 성공적으로 태양 동기 궤도에 진입시켰다.
1990년 8월 4일, 마지막 발사 1달 전, 창정 4A의 3단 로켓이 발사되었는데, 연료 탱크에서 연료가 새어나와 산화재와 섞이며 점화되어 터지는 일이 일어났고, 80개가 넘는 우주 쓰레기가 발생되었다. 이 사고로 인해 비슷한 창정 로켓 시리즈들의 설계가 대폭 수정되었다.
창정 4A는 후에 더 강력한 3단 로켓과 더 큰 페이로드 용량을 가지고 있는 창정 4B로 대체되었다. 창정 4B의 첫 비행은 1999년이었다.

## 제원
1단
- 엔진 종류: YF-21B
- 연료 종류: UDMH/N2O4
- 직경: 3.35 m
- 길이: 24.66 m
- 발사중량: 185.9 t
- 연료 중량: 173.76 t
- 총 추력: 2,961.6 kN
- 비추력: 2557 N*s/kg
- 총 충격량: 478.5 MN*s
- 연소 시간: 150 초

2단
- 엔진 종류: YF-24B
- 연료 종류: UDMH/N2O4
- 직경: 3.35 m
- 길이: 7.53 m (어뎁터 포함)
- 발사중량: 37.6 t
- 연료 중량: 35.58 t
- 총 추력: 742.4 (+46.1) kN
- 비추력: 2922 N*s/kg
- 총 충격량: 103.6 MN*s
- 연소 시간: 131 초

3단
- 엔진 종류: YF-40A
- 연료 종류: UDMH/N2O4
- 직경: 2.90 - 3.35 m
- 길이: 4.80 m (어뎁터 포함)
- 발사중량: 13.42 t
- 연료 중량: 12.54 t
- 총 추력: 98.1 kN
- 비추력: 2971 N*s/kg
- 총 충격량: 37.3 MN*s
- 연소 시간: 380 초

## 발사 목록
| 시간 (UTC)           | 발사장소                   | 페이로드 | 궤도           | 결과 |
| -------------------- | -------------------------- | -------- | -------------- | ---- |
| 1988년 9월 6일 20:30 | 타이위안 위성발사센터 LA-7 | 펑윈 1A  | 태양 동기 궤도 | 성공 |
| 1990년 9월 3일 00:53 | 타이위안 위성발사센터 LA-7 | 펑윈 1B  | 태양 동기 궤도 | 성공 |